# Roeien op de Olympische Zomerspelen 2020 – Skiff vrouwen
De skiff voor vrouwen bij het roeien op de Olympische Zomerspelen 2020 vond plaats van 23 tot en met 30 juli 2021 op de Sea Forest Waterway in Tokio. Skiff is het roeinummer met de meeste deelnemers. 32 Roeisters moeten zich via de serie, kwartfinale en halve finale zien te plaatsen voor de finale op vrijdag 30 juli.

## Kwalificatie
| Toernooi                                           | Datum                          | Locatie        | Plaatsen | Gekwalificeerd     | Geselecteerde roeister    |
| -------------------------------------------------- | ------------------------------ | -------------- | -------- | ------------------ | ------------------------- |
| Gastland                                           | –                              | –              | 1        | Japan              |                           |
| Wereldkampioenschappen 2019                        | 25 augustus – 1 september 2019 | Ottensheim     | 9        | Verenigde Staten   | Kara Kohler               |
| Wereldkampioenschappen 2019                        | 25 augustus – 1 september 2019 | Ottensheim     | 9        | Groot-Brittannië   | Victoria Thornley         |
| Wereldkampioenschappen 2019                        | 25 augustus – 1 september 2019 | Ottensheim     | 9        | Zwitserland        | Jeannine Gmelin           |
| Wereldkampioenschappen 2019                        | 25 augustus – 1 september 2019 | Ottensheim     | 9        | Ierland            | Sanita Pušpure            |
| Wereldkampioenschappen 2019                        | 25 augustus – 1 september 2019 | Ottensheim     | 9        | Nieuw-Zeeland      | Emma Twigg                |
| Wereldkampioenschappen 2019                        | 25 augustus – 1 september 2019 | Ottensheim     | 9        | Canada             | Carling Zeeman            |
| Wereldkampioenschappen 2019                        | 25 augustus – 1 september 2019 | Ottensheim     | 9        | China              | Jiang Yan                 |
| Wereldkampioenschappen 2019                        | 25 augustus – 1 september 2019 | Ottensheim     | 9        | Nederland          | Sophie Souwer             |
| Wereldkampioenschappen 2019                        | 25 augustus – 1 september 2019 | Ottensheim     | 9        | Oostenrijk         | Magdalena Lobnig          |
| Afrikaans olympisch kwalificatietoernooi           | 10 – 12 oktober 2019           | Tunis          | 5        | Namibië            | Maike Diekmann            |
| Afrikaans olympisch kwalificatietoernooi           | 10 – 12 oktober 2019           | Tunis          | 5        | Marokko            | Sarah Fraincart           |
| Afrikaans olympisch kwalificatietoernooi           | 10 – 12 oktober 2019           | Tunis          | 5        | Oeganda            | Kathleen Grace Noble      |
| Afrikaans olympisch kwalificatietoernooi           | 10 – 12 oktober 2019           | Tunis          | 5        | Togo               | Claire Akossiwa           |
| Afrikaans olympisch kwalificatietoernooi           | 10 – 12 oktober 2019           | Tunis          | 5        | Nigeria            | Esther Toko               |
| Amerikaans olympisch kwalificatietoernooi          | 4 – 5 maart 2021               | Rio de Janeiro | 5        | Mexico             | Kenia Lechuga             |
| Amerikaans olympisch kwalificatietoernooi          | 4 – 5 maart 2021               | Rio de Janeiro | 5        | Paraguay           | Alejandra Alonso          |
| Amerikaans olympisch kwalificatietoernooi          | 4 – 5 maart 2021               | Rio de Janeiro | 5        | Trinidad en Tobago | Felice Chow               |
| Amerikaans olympisch kwalificatietoernooi          | 4 – 5 maart 2021               | Rio de Janeiro | 5        | Cuba               | Milena Venega             |
| Amerikaans olympisch kwalificatietoernooi          | 4 – 5 maart 2021               | Rio de Janeiro | 5        | Puerto Rico        | Veronica Toro             |
| Europees olympisch kwalificatietoernooi            | 5 – 8 april 2021               | Varese         | 3        | Russische ploeg    | Hanna Prakatsen           |
| Europees olympisch kwalificatietoernooi            | 5 – 8 april 2021               | Varese         | 3        | Servië             | Jovana Arsić              |
| Europees olympisch kwalificatietoernooi            | 5 – 8 april 2021               | Varese         | 3        | Zweden             | Lovisa Claesson           |
| Aziatisch-Oceanisch olympisch kwalificatietoernooi | 5 – 7 mei 2021                 | Chungju        | 6        | Iran               | Nazanin Malaei            |
| Aziatisch-Oceanisch olympisch kwalificatietoernooi | 5 – 7 mei 2021                 | Chungju        | 6        | Chinees Taipei     | Huang Yi-ting             |
| Aziatisch-Oceanisch olympisch kwalificatietoernooi | 5 – 7 mei 2021                 | Chungju        | 6        | Zuid-Korea         | Jeong Hye-jeong           |
| Aziatisch-Oceanisch olympisch kwalificatietoernooi | 5 – 7 mei 2021                 | Chungju        | 6        | Hongkong           | Winnie Hung               |
| Aziatisch-Oceanisch olympisch kwalificatietoernooi | 5 – 7 mei 2021                 | Chungju        | 6        | Qatar              | Tala Abujbara             |
| Aziatisch-Oceanisch olympisch kwalificatietoernooi | 5 – 7 mei 2021                 | Chungju        | 6        | Singapore          | Joan Poh                  |
| Internationaal olympisch kwalificatietoernooi      | 16 – 18 mei 2021               | Luzern         | 2        | Griekenland        | Anneta Kyridou            |
| Internationaal olympisch kwalificatietoernooi      | 16 – 18 mei 2021               | Luzern         | 2        | Wit-Rusland        | Tatsiana Klimovich        |
| Uitnodiging olympische tripartitecommissie         | nnb.                           | –              | 2        | Soedan             | Esraa Khogali             |
| Uitnodiging olympische tripartitecommissie         | nnb.                           | –              | 2        | Nicaragua          | Evidelia González Jarquin |
| Totaal                                             |                                |                | 32       |                    |                           |

## Programma
De competitie wordt georganiseerd over acht dagen.
Alle tijden zijn Japanse Standaardtijd (UTC+9)
| Datum                  | Tijd  | Ronde             |
| ---------------------- | ----- | ----------------- |
| Vrijdag 23 juli 2021   | 9:30  | Series            |
| Zaterdag 24 juli 2021  | 8:00  | Herkansing        |
| Zondag 25 juli 2021    | 9:20  | Halve finales E/F |
| Zondag 25 juli 2021    | 11:00 | Kwartfinales      |
| Donderdag 29 juli 2021 | 10:30 | Halve finales A/B |
| Donderdag 29 juli 2021 | 12:00 | Halve finales C/D |
| Vrijdag 30 juli 2021   | 7:55  | Finale F          |
| Vrijdag 30 juli 2021   | 8:15  | Finale E          |
| Vrijdag 30 juli 2021   | 8:25  | Finale D          |
| Vrijdag 30 juli 2021   | 8:45  | Finale C          |
| Vrijdag 30 juli 2021   | 9:05  | Finale B          |
| Vrijdag 30 juli 2021   | 9:33  | Finale A          |

## Resultaten

### Series
De eerste drie van iedere serie plaatsen zich voor de kwartfinale op maandag 26 juli 2021, alle anderen zijn veroordeeld tot de herkansingen op zaterdag 24 en zondag 25 juli 2021.

#### Serie 1
| Rank | Roeister                    | Land             | Tijd     | Baan |   |
| ---- | --------------------------- | ---------------- | -------- | ---- | - |
| 1    | Kara Kohler                 | Verenigde Staten | 7:49,71  | 2    | Q |
| 2    | Tatsiana Klimovich          | Wit-Rusland      | 7:51,86  | 1    | Q |
| 3    | Nazanin Malaei              | Iran             | 7:59,01  | 6    | Q |
| 4    | Alejandra Alonso            | Paraguay         | 8:11,88  | 4    | H |
| 5    | Esther Toko                 | Nigeria          | 8:58,49  | 5    | H |
| 6    | Esraa Mohamed Ahmed Mohamed | Soedan           | 10:18,27 | 3    | H |

#### Serie 2
| Rank | Roeister          | Land               | Tijd    | Baan |   |
| ---- | ----------------- | ------------------ | ------- | ---- | - |
| 1    | Sanita Pušpure    | Ierland            | 7:46,08 | 5    | Q |
| 2    | Kenia Lechuga     | Mexico             | 7:54,21 | 6    | Q |
| 3    | Anneta Kyridou    | Griekenland        | 7:54,28 | 2    | Q |
| 4    | Felice Aisha Chow | Trinidad en Tobago | 8:02,02 | 3    | H |
| 5    | Kathleen Noble    | Oeganda            | 8:21,85 | 1    | H |
| 6    | Joan Poh          | Singapore          | 8:31,12 | 4    | H |

#### Serie 3
| Rank | Roeister            | Land            | Tijd    | Baan |   |
| ---- | ------------------- | --------------- | ------- | ---- | - |
| 1    | Hanna Prakatsen     | Russische ploeg | 7:48,74 | 3    | Q |
| 2    | Jiang Yan           | China           | 7:53,14 | 5    | Q |
| 3    | Veronica Toro Arana | Puerto Rico     | 8:11,57 | 1    | Q |
| 4    | Wing Yan Winne Hung | Hongkong        | 8:17,79 | 4    | H |
| 5    | Sarah Fraincart     | Marokko         | 8:32,78 | 2    | H |

#### Serie 4
| Rank | Roeister                  | Land             | Tijd    | Baan |   |
| ---- | ------------------------- | ---------------- | ------- | ---- | - |
| 1    | Victoria Thornley         | Groot-Brittannië | 7:44,30 | 3    | Q |
| 2    | Jeannine Gmelin           | Zwitserland      | 7:47,20 | 5    | Q |
| 3    | Lovisa Claesson           | Zweden           | 7:58,41 | 1    | Q |
| 4    | Evidelia Gonzalez Jarquin | Nicaragua        | 8:25,18 | 2    | H |
| 5    | Claire Ayivon             | Togo             | 8:48,07 | 4    | H |

#### Serie 5
| Rank | Roeister             | Land       | Tijd    | Baan |   |
| ---- | -------------------- | ---------- | ------- | ---- | - |
| 1    | Magdalena Lobnig     | Oostenrijk | 7:37,91 | 2    | Q |
| 2    | Carling Zeeman       | Canada     | 7:40,72 | 4    | Q |
| 3    | Maike Diekmann       | Namibië    | 7:56,37 | 5    | Q |
| 4    | Milena Venega Cancio | Cuba       | 8:03,00 | 1    | H |
| 5    | Tala Abujbara        | Qatar      | 8:06,29 | 3    | H |

#### Serie 6
| Rang | Roeister      | Land           | Tijd    | Baan |   |
| ---- | ------------- | -------------- | ------- | ---- | - |
| 1    | Emma Twigg    | Nieuw-Zeeland  | 7:35,22 | 5    | Q |
| 2    | Sophie Souwer | Nederland      | 7:39,96 | 1    | Q |
| 3    | Jovana Arsić  | Servië         | 7:46,74 | 3    | Q |
| 4    | Huang Yi-ting | Chinees Taipei | 8:04,59 | 4    | H |
| 5    | Jung Hye-jung | Zuid-Korea     | 8:12,15 | 2    | H |

### Herkansing
De eerste twee Roeisters van elke herkansingsronde plaatsten zich alsnog voor de kwartfinales. De overige deelnemers werden doorverwezen voor de halve finales, waar men zich kon plaatsen voor de E-finale en F-finale.

#### Herkansingsronde 1
| Rang | Roeister         | Land           | Tijd    | Baan |     |
| ---- | ---------------- | -------------- | ------- | ---- | --- |
| 1    | Alejandra Alonso | Paraguay       | 8:08,91 | 4    | Q   |
| 2    | Huang Yi-ting    | Chinees Taipei | 8:11,56 | 3    | Q   |
| 3    | Tala Abujbara    | Qatar          | 8:16,88 | 2    | HEF |
| 4    | Joan Poh         | Singapore      | 8:40,06 | 1    | HEF |
| 5    | Sarah Fraincart  | Marokko        | 8:42,78 | 5    | HEF |

#### Herkansingsronde 2
| Rang | Roeister          | Land               | Tijd    | Baan |     |
| ---- | ----------------- | ------------------ | ------- | ---- | --- |
| 1    | Felice Chow       | Trinidad en Tobago | 8:15,94 | 2    | Q   |
| 2    | Jeong Hye-jeong   | Zuid-Korea         | 8:26,73 | 1    | Q   |
| 3    | Evidelia González | Nicaragua          | 8:37,55 | 2    | HEF |
| 4    | Esther Toko       | Nigeria            | 9:07,54 | 1    | HEF |

#### Herkansingsronde 3
| Rang | Roeister             | Land     | Tijd     | Baan |     |
| ---- | -------------------- | -------- | -------- | ---- | --- |
| 1    | Milena Venega        | Cuba     | 8:17,30  | 3    | Q   |
| 2    | Winne Hung           | Hongkong | 8:23,58  | 2    | Q   |
| 3    | Kathleen Grace Noble | Oeganda  | 8:36,01  | 4    | HEF |
| 4    | Claire Ayivon        | Togo     | 9:04,23  | 1    | HEF |
| 5    | Esraa Khogali        | Soedan   | 10:25,94 | 5    | HEF |

### Kwartfinales
De eerste drie Roeisters van elke kwartfinale plaatsten zich voor de halve finales. De overige deelnemers werden doorverwezen voor de halve finales, waar men zich kon plaatsen voor de C-finale en D-finale.

##### Kwartfinale 1
| Rank | Roeister         | Land             | Tijd    | Baan |     |
| ---- | ---------------- | ---------------- | ------- | ---- | --- |
| 1    | Sanita Pušpure   | Ierland          | 7:58,30 | 4    | Q   |
| 2    | Kara Kohler      | Verenigde Staten | 7:59,39 | 3    | Q   |
| 3    | Jiang Yan        | China            | 8:00,01 | 5    | Q   |
| 4    | Jovana Arsić     | Servië           | 8:09,37 | 2    | HCD |
| 5    | Alejandra Alonso | Paraguay         | 8:29,80 | 6    | HCD |
| 6    | Winne Hung       | Hongkong         | 8:36,37 | 1    | HCD |

##### Kwartfinale 2
| Rank | Roeister          | Land             | Tijd    | Baan |     |
| ---- | ----------------- | ---------------- | ------- | ---- | --- |
| 1    | Hanna Prakatsen   | Russische ploeg  | 7:49,64 | 3    | Q   |
| 2    | Carling Zeeman    | Canada           | 7:57,58 | 5    | Q   |
| 3    | Victoria Thornley | Groot-Brittannië | 7:59,93 | 4    | Q   |
| 4    | Lovisa Claesson   | Zweden           | 8:16,99 | 2    | HCD |
| 5    | Milena Venega     | Cuba             | 8:25,26 | 6    | HCD |
| 6    | Jeong Hye-jeong   | Zuid-Korea       | 8:38,70 | 1    | HCD |

##### Kwartfinale 3
| Rank | Roeister            | Land               | Tijd    | Baan |     |
| ---- | ------------------- | ------------------ | ------- | ---- | --- |
| 1    | Magdalena Lobnig    | Oostenrijk         | 7:58,20 | 4    | Q   |
| 2    | Sophie Souwer       | Nederland          | 7:59,92 | 3    | Q   |
| 2    | Anneta Kyridou      | Griekenland        | 8:02,19 | 2    | Q   |
| 4    | Tatsiana Klimovich  | Wit-Rusland        | 8:09,04 | 5    | HCD |
| 5    | Felice Chow         | Trinidad en Tobago | 8:21,23 | 1    | HCD |
| 6    | Veronica Toro Arana | Puerto Rico        | 8:35,32 | 6    | HCD |

##### Kwartfinale 4
| Rank | Roeister        | Land           | Tijd    | Baan |     |
| ---- | --------------- | -------------- | ------- | ---- | --- |
| 1    | Emma Twigg      | Nieuw-Zeeland  | 7:54,96 | 3    | Q   |
| 2    | Jeannine Gmelin | Zwitserland    | 8:02,10 | 4    | Q   |
| 3    | Anneta Kyridou  | Iran           | 8:07,32 | 1    | Q   |
| 4    | Kenia Lechuga   | Mexico         | 8:09,29 | 2    | HCD |
| 5    | Maike Diekmann  | Namibië        | 8:21,69 | 5    | HCD |
| 6    | Huang Yi-ting   | Chinees Taipei | 8:34,51 | 6    | HCD |

### Halve finales
De eerste drie van elke halve finale plaatsen zich voor een finale op een hoger niveau (A, C, E), terwijl de overige deelnemers zich plaatsen voor een finale op een lager niveau (B, D, F).

#### Halve finale A/B 1
| Rang | Roeister        | Land            | Tijd    | Baan |   |
| ---- | --------------- | --------------- | ------- | ---- | - |
| 1    | Hanna Prakatsen | Russische ploeg | 7:23,61 | 4    | A |
| 2    | Jeannine Gmelin | Zwitserland     | 7:25,80 | 5    | A |
| 3    | Jiang Yan       | China           | 7:27,30 | 1    | A |
| 4    | Sophie Souwer   | Nederland       | 7:29,66 | 2    | B |
| 5    | Sanita Pušpure  | Ierland         | 7:34,40 | 3    | B |
| 6    | Anneta Kyridou  | Griekenland     | 7:40,81 | 6    | B |

#### Halve finale A/B 2
| Rang | Roeister          | Land             | Tijd    | Baan |   |
| ---- | ----------------- | ---------------- | ------- | ---- | - |
| 1    | Emma Twigg        | Nieuw-Zeeland    | 7:20,70 | 4    | A |
| 2    | Victoria Thornley | Groot-Brittannië | 7:25,12 | 6    | A |
| 3    | Magdalena Lobnig  | Oostenrijk       | 7:25,59 | 3    | A |
| 4    | Kara Kohler       | Verenigde Staten | 7:26,10 | 2    | B |
| 5    | Carling Zeeman    | Canada           | 7:38,28 | 5    | B |
| 6    | Nazanin Malaei    | Iran             | 7:45,52 | 1    | B |

#### Halve finale C/D 1
| Rang | Roeister            | Land               | Tijd    | Baan |   |
| ---- | ------------------- | ------------------ | ------- | ---- | - |
| 1    | Lovisa Claesson     | Zweden             | 7:35,91 | 4    | C |
| 2    | Jovana Arsić        | Servië             | 7:39,26 | 3    | C |
| 3    | Maike Diekmann      | Namibië            | 7:40,77 | 5    | C |
| 4    | Felice Chow         | Trinidad en Tobago | 7:45,14 | 2    | D |
| 5    | Veronica Toro Arana | Puerto Rico        | 7:53,36 | 1    | D |
| 6    | Winne Hung          | Hongkong           | 7:56,30 | 6    | D |

#### Halve finale C/D 2
| Rang | Roeister           | Land           | Tijd    | Baan |   |
| ---- | ------------------ | -------------- | ------- | ---- | - |
| 1    | Kenia Lechuga      | Mexico         | 7:33,72 | 4    | C |
| 2    | Tatsiana Klimovich | Wit-Rusland    | 7:33,78 | 3    | C |
| 3    | Milena Venega      | Cuba           | 7:41,18 | 5    | C |
| 4    | Alejandra Alonso   | Paraguay       | 7:43,33 | 2    | D |
| 5    | Huang Yi-ting      | Chinees Taipei | 7:56,00 | 6    | D |
| 6    | Jeong Hye-jeong    | Zuid-Korea     | 8:06,30 | 1    | D |

#### Halve finale E/F 1
| Rang | Roeister             | Land    | Tijd     | Baan |   |
| ---- | -------------------- | ------- | -------- | ---- | - |
| 1    | Tala Abujbara        | Qatar   | 8:24,24  | 3    | E |
| 2    | Kathleen Grace Noble | Oeganda | 8:31,67  | 2    | E |
| 3    | Esther Toko          | Nigeria | 9:07,70  | 1    | E |
| 4    | Esraa Khogali        | Soedan  | 10:23,53 | 4    | F |

#### Halve finale E/F 2
| Rang | Roeister          | Land      | Tijd    | Baan |   |
| ---- | ----------------- | --------- | ------- | ---- | - |
| 1    | Evidelia González | Nicaragua | 8:36,99 | 2    | E |
| 2    | Sarah Fraincart   | Marokko   | 8:43,90 | 4    | E |
| 3    | Joan Poh          | Singapore | 8:47,77 | 3    | E |
| 4    | Claire Ayivon     | Togo      | 9:15,29 | 1    | F |

### Finales

#### Finale A
| Rang   | Roeister          | Land             | Tijd    | Baan |
| ------ | ----------------- | ---------------- | ------- | ---- |
| Goud   | Emma Twigg        | Nieuw-Zeeland    | 7:13,97 | 4    |
| Zilver | Hanna Prakatsen   | Russische ploeg  | 7:17,39 | 3    |
| Brons  | Magdalena Lobnig  | Oostenrijk       | 7:19,72 | 6    |
| 4      | Victoria Thornley | Groot-Brittannië | 7:20,39 | 5    |
| 5      | Jeannine Gmelin   | Zwitserland      | 7:20,91 | 2    |
| 6      | Jiang Yan         | China            | 7:21,33 | 1    |

#### Finale B
| Rang | Roeister       | Land             | Tijd         | Baan |
| ---- | -------------- | ---------------- | ------------ | ---- |
| 7    | Sophie Souwer  | Nederland        | 7:25,96      | 3    |
| 8    | Carling Zeeman | Canada           | 7:29,59      | 2    |
| 9    | Kara Kohler    | Verenigde Staten | 7:29,72      | 4    |
| 10   | Anneta Kyridou | Griekenland      | 7:36,79      | 6    |
| 11   | Nazanin Malaei | Iran             | 7:42,57      | 1    |
| 12   | Sanita Pušpure | Ierland          | Niet gestart | 5    |

#### Finale C
| Rang | Roeister           | Land        | Tijd    | Baan |
| ---- | ------------------ | ----------- | ------- | ---- |
| 13   | Tatsiana Klimovich | Wit-Rusland | 7:39,53 | 5    |
| 14   | Lovisa Claesson    | Zweden      | 7:41,07 | 4    |
| 15   | Jovana Arsić       | Servië      | 7:43,30 | 2    |
| 16   | Kenia Lechuga      | Mexico      | 7:43,55 | 3    |
| 17   | Milena Venega      | Cuba        | 7:47,40 | 1    |
| 18   | Maike Diekmann     | Namibië     | 7:52,17 | 6    |

#### Finale D
| Rang | Roeister            | Land               | Tijd    | Baan |
| ---- | ------------------- | ------------------ | ------- | ---- |
| 19   | Felice Chow         | Trinidad en Tobago | 7:48,06 | 3    |
| 20   | Huang Yi-ting       | Chinees Taipei     | 7:52,18 | 5    |
| 21   | Alejandra Alonso    | Paraguay           | 7:55,63 | 4    |
| 22   | Veronica Toro Arana | Puerto Rico        | 7:57,22 | 2    |
| 23   | Winne Hung          | Hongkong           | 8:02,79 | 1    |
| 24   | Jeong Hye-jeong     | Zuid-Korea         | 8:06,13 | 6    |

#### Finale E
| Rang | Roeister             | Land      | Tijd    | Baan |
| ---- | -------------------- | --------- | ------- | ---- |
| 25   | Tala Abujbara        | Qatar     | 8:00,22 | 4    |
| 26   | Kathleen Grace Noble | Oeganda   | 8:07,00 | 5    |
| 27   | Evidelia González    | Nicaragua | 8:10,37 | 3    |
| 28   | Joan Poh             | Singapore | 8:21,23 | 6    |
| 29   | Sarah Fraincart      | Marokko   | 8:25,38 | 2    |
| 30   | Esther Toko          | Nigeria   | 8:42,78 | 1    |

#### Finale F
| Rang | Roeister       | Land   | Tijd     | Baan |
| ---- | -------------- | ------ | -------- | ---- |
| 31   | Claire Ayivon  | Togo   | 8:44,42  | 2    |
| 32   | Esraa Khogalii | Soedan | 10:05,32 | 1    |

1976: Christine Scheiblich ·
1980: Sanda Toma ·
1984: Valeria Răcilă-Rosça ·
1988: Jutta Behrendt ·
1992: Elisabeta Lipă-Oleniuc ·
1996: Jekaterina Chodotovitsj ·
2000: Jekaterina Karsten ·
2004: Katrin Rutschow-Stomporowski ·
2008: Roemjana Nejkova ·
2012: Miroslava Knapková ·
2016: Kimberley Brennan-Crow ·
2020: Emma Twigg ·
2024: Karolien Florijn